# Champion Jack Dupree Sings the Blues
Champion Jack Dupree Sings the Blues — студійний альбом американського блюзового музиканта Чемпіона Джека Дюпрі, випущений у 1961 році лейблом King.

## Опис
Цей альбом насправді є збіркою пісень Чемпіона Джека Дюпрі, записаних з 1953 по 1955 роки на лейблі King та дочірньому Federal. Альбом складається з 16 пісень, на яких Дюпрі грає з різним складом музикантів, йому акомпанували гітарист Мікі Бейкер, тенор-саксофоніст Вілліс Джексон, Джордж «Гармоніка» Сміт на губній гармоніці, ударник Ел Дрірс та ін.

## Список композицій
1. «Me and My Mule» (Джек Дюпрі) — 2:08
2. «The Blues Got Me Rockin'» (Джек Дюпрі) — 2:42
3. «That's My Pa» (Люсіль Дюпрі) — 2:10
4. «Tongue-Tied Blues» (Джек Дюпрі, Айсідор Фрід) — 2:42
5. «Sharp Harp» (Джек Дюпрі, Рудольф Тумбс) — 2:30
6. «Blues for Everybody» (Джек Дюпрі, Генрі Гловер) — 2:31
7. «Camille» (Джек Дюпрі) — 2:15
8. «Walkin' Upside Your Head» (Джек Дюпрі) — 2:38
9. «Harelip Blues» (Люсіль Дюпрі) — 2:47
10. «Big Leg Emma's» (Люсіль Дюпрі) — 2:32
11. «Two Below Zero» (Люсіль Дюпрі) — 2:56
12. «Silent Partner» (Генрі Гловер, Луї Менн) — 2:58
13. «Mail Order Woman» (Джек Дюпрі, Жаклін Беркс) — 2:58
14. «Stumbling Block» (Люсіль Дюпрі) — 3:00
15. «Failing Health Blues» (Люсіль Дюпрі) — 2:47
16. «She Cooks Me Cabbage» (Люсіль Дюпрі) — 2:29

## Учасники запису
- Чемпіон Джек Дюпрі — фортепіано, вокал
- Джордж Сміт (1, 5), Папа Лайтфут (7) — губна гармоніка
- Мілтон Батіст — труба (7, 8)
- Сідні Грант(4), Нет Перрійя (7, 8), Вілліс Джексон (13—16) — тенор-саксофон
- Мікі Бейкер (2, 4, 10, 12—16), Едвін Мер (7, 8), Джером Дарр (6, 9, 11) — гітара
- Седрік Воллес (2, 4, 6, 9, 11), Іван Ролле (13—16), Ллойд Тротмен (10, 12), Барні Річмонд (1, 5) — контрабас
- Джон Тейлор (2, 4), Чарльз Коннор (7, 8), Корнеліус Томас (6, 9, 11), Келвін Шилдс (13—16), Кліфф Лімен (10, 12), Альфред Дрірс (1, 5) — ударні

Технічний персонал
- Сеймур Стейнбігль [Сеймур Стейн] — текст